# Gabriel Thomas (financier)
Pour les articles homonymes, voir Gabriel Thomas et Thomas.
Gabriel Thomas (1854-1932,) est un riche financier qui a été l'un des promoteurs du musée Grévin et de sa reconfiguration en 1900, de la Tour Eiffel et de la construction du Théâtre des Champs-Élysées.

## Biographie
Cet homme était aussi un grand amateur d'art qui possédait une très importante collection de tableaux : Berthe Morisot (sa cousine), Manet, Vuillard, Flandrin, et pas moins d'une centaine d'œuvres de Maurice Denis dont la série de L'Éternel Printemps qu'il avait commandé au peintre pour la décoration de sa salle à manger de Meudon. Il possédait également des sculptures de Bourdelle, auquel il avait fait appel pour la décoration du Théâtre des Champs-Élysées dont :  Héraklès archer, et une épreuve en plâtre de  Bacchante aux raisins de 1907, dédicacée au ministre Louis Barthou.
Il vécut dans une très belle maison à Meudon Bellevue, au 2, rue des Capucins : la maison de Gabriel Thomas, construite en 1890, mais démolie en 1988.
Il participa également au projet du funiculaire de Bellevue qui se situait à Meudon Bellevue.
Contrairement à ce qui est dit dans certains ouvrages, il n'est pas directeur du théâtre Grévin, un poste qui est attribué en 1900 à Abel Deval,.
Il sera en revanche l'administrateur principal du Musée Grévin dont il est un fervent promoteur depuis 1882, de 1900 jusqu'à sa mort en 1932,.